# Ветини
Ветините (на немски: Wettiner; на английски: House of Wettin) са немски княжески род, дал представители на Династия Уиндзор, управлявала във Великобритания, а също и на Династията Сакс-Кобург и Гота.
Династия Ветини господствала повече от 800 години в среднонемското пространство. След подялбата от Лайпциг 1485 г. Ветините имат две линии: Ернестинската (Курфюрсти и херцози на Саксония) и Албертинската (Херцози на Саксония).
Основател на династията е Видукинд (херцог на Саксония от 755 до 7 януари 810 г.).

## Средновековните Ветини
| Име (Дати) | Родство                             | Титла                                                                                       |
| --- | ----------------------------------- | ------------------------------------------------------------------------------------------- |
| Дитрих I (Тидрико) († пр. 976/966) |                                     |                                                                                             |
| Дедо I (Деди) (* 960; † 13 ноември 1009) | син на предния                      | граф на Мерсебург                                                                           |
| Дитрих II (* 990; † 19 ноември 1034) | син на предния                      | граф на Хасегау и маркграф на Лужица (Дитрих I)                                             |
| Дедо I (II) (* 1010; † 1075) | син на предния                      | граф на Айленбург и Гауе Сюсили, Серимунт и Низизи, маркграф на Лужица (Дедо I)             |
| Дедо III († 1069) | първият син на Дедо II              | маркграф на Лужица (Дедо II)                                                                |
| Хайнрих I Стари (* 1070; † 1103) | вторият син на Дедо II              | маркграф на Лужица и Майсен                                                                 |
| Хайнрих II Млади (* 1103; † 1123) | син на предния                      | маркграф на Лужица и Майсен                                                                 |
| Тимо (* пр. 1034; † 1091 или 1118) | син на Дитрих II                    | граф на Ветин, Брехна и Крищриц                                                             |
| Дедо IV († 16 декември 1124) | първият син на Тимо                 | граф на Ветин и Гроицч                                                                      |
| Конрад Велики (* 1098; † 5 февруари 1157) | вторият син на Тимо                 | граф на Ветин, маркграф на Майсен и Лужица                                                  |
| Отон II Богатия (* 1125; † 18 февруари 1190) | син на предния                      | маркграф на Майсен                                                                          |
| Албрехт I Гордия (* 1158; † 24 юни 1195) | син на предния                      | маркграф на Майсен                                                                          |
| Дитрих der Bedrängte (* 1162; † 18 февруари 1221)                                                                                                 | брат на предния                     | маркграф на Майсен и Лужица (Дитрих III)                                                    |
| Хайнрих III der Erlauchte (* 1215; † 15 февруари 1288)                                                                                            | син на предния                      | маркграф на Майсен и Лужица (Хайнрих IV), ландграф на Тюрингия, пфалцграф на Саксония       |
| Албрехт II der Entartete (* 1240; † 1314/1315) | син на предния                      | ландграф на Тюрингия, маркграф на Майсен                                                    |
| Фридрих I der Freidige/der Gebissene (* 1257; † 16 ноември 1323)                                                                                  | син на предния                      | ландграф на Тюрингия, маркграф на Майсен                                                    |
| Фридрих II Сериозния (* 30 ноември 1310; † 18 ноември 1349)                                                                                       | син на предния                      | ландграф на Тюрингия, маркграф на Майсен                                                    |
| Фридрих III Строгия (* 14 декември 1332; † 21 май 1381)                                                                                           | първият син на Фридрих II           | ландграф на Тюрингия, маркграф на Майсен                                                    |
| Балтазар (* 21 декември 1336; † 18 май 1406) | вторият син на Фридрих II           | ландграф на Тюрингия, маркграф на Майсен                                                    |
| Вилхелм I Еднооки (* 19 декември 1343; † 9 февруари 1407)                                                                                         | третият син на Фридрих II           | маркграф на Майсен                                                                          |
| Хайнрих IV der Friedfertige (* 1384; † 7 май 1440)                                                                                                | син на Балтазар                     | ландграф на Тюрингия                                                                        |
| Фридрих IV/I Войнственния (* 11 април 1370; † 4 януари 1428)                                                                                      | първият син на Фридрих Строги       | маркграф на Майсен, ландграф на Тюрингия. 1423 получава херцогство Саксония, става курграф. |
| Вилхелм II Богатия (* 23 април 1371; † 30 март 1425)                                                                                              | вторият син на Фридрих Строги       | маркграф на Майсен                                                                          |
| Фридрих II Кроткия (* 22 август 1412; † 7 септември 1464)                                                                                         | първият син на Фридрих Войнственния | херцог и курфюрст на Саксония, маркграф на Майсен, ландграф на Тюрингия                     |
| Вилхелм III Смели (* 30 април 1425; † 17 септември 1482)                                                                                          | вторият син на Фридрих Войнственния | ландграф на Тюрингия                                                                        |
| След подялбата от Лайпциг 1485 г. Ветините имат две линии: Ернестинската (Курфюрсти и херцози на Саксония) и Албертинската (Херцози на Саксония). |                                     |                                                                                             |

### Херцози нахерцогство Саксонияи наКурфюрство Саксония
- 1423 – 1428, Фридрих I от Саксония Войнственния (1370 – 1428)
- 1428 – 1464, Фридрих II от Саксония Кроткия (1412 – 1464)
- 1464 – 1486, Ернст от Саксония (1441 – 1486)
- 1486 – 1525, Фридрих III от Саксония Мъдрия (1463 – 1525)
- 1525 – 1532, Йохан от Саксония Твърдия († 1532)
- 1532 – 1547, Йохан Фридрих от Саксония Великодушния († 1554)
- 1547 – 1553, Мориц от Саксония (1521 – 1553)

### Ландграфове наТюрингия
- 1247 – 1265 Хайнрих Светлейший
- 1265 – 1294 Албрехт Негодния
- 1298 – 1307 Дитрих
- 1298 – 1323 Фридрих I Охапания
- 1323 – 1349 Фридрих II Сериозния
- 1349 – 1381 Фридрих III Строгия
- 1349 – 1382 Вилхелм I Едноокия
- 1349 – 1406 Балтазар
- 1406 – 1440 Фридрих IV Млади
- 1440 – 1445 Фридрих V Кроткия
- 1445 – 1482 Вилхелм II Смели
- 1482 – 1485 Албрехт Храбри
- 1482 – 1486 Ернст

### Ернестинскалиния, курфюрсти на Саксония
| Снимка | Име (Дати)                                                  | Родство                                 | Титла |
| ------ | ----------------------------------------------------------- | --------------------------------------- | --- |
|        | Ернст (* 24 март 1441; † 26 август 1486)                    | първият син на Фридрих des Sanftmütigen | курфюрст на Саксония, ландграф на Тюрингия, маркграф на Майсен                                                                                |
|        | Фридрих III Мъдрия (* 17 януари 1463; † 5 май 1525)         | син на предния                          | курфюрст на Саксония, ландграф на Тюрингия |
|        | Йохан (* 13 юни 1468; † 16 август 1532)                     | брат на предния                         | курфюрст на Саксония, ландграф на Тюрингия |
|        | Йохан Фридрих I Великодушния (* 30 юни 1503; † 3 март 1554) | син на предния                          | курфюрст на Саксония, ландграф на Тюрингия. Загубва 1547 саксонската курфюрст-титла на албертинската линия и оттогава е „херцог на Саксония“. |

- 1482 – 1486 Ернст
- 1486 – 1525 Фридрих VI Мъдри
- 1525 – 1532 Йохан Твърди
- 1532 – 1547 Йохан Фридрих I Великодушния
- 1542 – 1553 Йохан Ернст
- 1554 – 1566 Йохан Фридрих II Средния
- 1554 – 1572 Йохан Вилхелм I Мария

### Фамилни глави наЕрнестините
| Дом Саксония-Ваймар         | Михаел-Бенедикт от Саксония-Ваймар-Айзенах Senior-Ветин (* 15 ноември 1946) |
| Дом Саксония-Майнинген      | Конрад от Саксония-Майнинген (* 14 април 1952)                              |
| Династия Сакс-Кобург и Гота | Андреас от Сакс-Кобург и Гота (* 21 март 1943)                              |
| Династия Уиндзор            | Ричард, дук оф Gloucester (* 26 август 1944)                                |

### Албертинскикурфюрсти и крале на Саксония
| Снимка | Име (Дати)                                                            | Родство                                 | Титла                                                         |
| ------ | --------------------------------------------------------------------- | --------------------------------------- | ------------------------------------------------------------- |
|        | Албрехт III Храбри (* 31 юли 1443; † 12 септември 1500)               | вторият син на Фридрих des Sanftmütigen | маркграф на Майсен и херцог на Саксония                       |
|        | Георг Брадати (* 27 август 1471; † 17 април 1539)                     | син на предния                          | маркграф на Майсен и херцог на Саксония                       |
|        | Хайнрих Благочестиви (* 16 март 1473; † 18 август 1541)               | брат на предния                         | маркграф на Майсен и херцог на Саксония                       |
|        | Мориц (* 21 март 1521; † 11 юли 1553)                                 | син на предния                          | маркграф на Майсен и херцог на Саксония. 1547 става курфюрст. |
|        | Баща Август (* 31 юли 1526; † 11 февруари 1586)                       | брат на предния                         | курфюрст на Саксония                                          |
|        | Кристиан I (* 29 октомври 1560; † 25 септември 1591)                  | син на предния                          | курфюрст на Саксония                                          |
|        | Кристиан II (* 23 септември 1583; † 23 юни 1611)                      | син на предния                          | курфюрст на Саксония                                          |
|        | Йохан Георг I (* 5 март 1585; † 8 октомври 1656)                      | брат на предния                         | курфюрст на Саксония                                          |
|        | Йохан Георг II (* 10 юни 1613; † 22 август 1680)                      | син на предния                          | курфюрст на Саксония                                          |
|        | Йохан Георг III (* 20 юни 1647; † 12 септември 1691)                  | син на предния                          | курфюрст на Саксония                                          |
|        | Йохан Георг IV (* 18 октомври 1668; † 27 април 1694)                  | син на предния                          | курфюрст на Саксония                                          |
|        | Фридрих Август I Силни (* 12 май 1670; † 1 февруари 1733)             | брат на предния                         | курфюрст на Саксония, крал на Полша (Август II)               |
|        | Фридрих Август II (* 17 октомври 1696; † 5 октомври 1763)             | син на предния                          | курфюрст на Саксония, крал на Полша (Август III)              |
|        | Фридрих Кристиан (* 5 септември 1722; † 17 декември 1763)             | син на предния                          | курфюрст на Саксония                                          |
|        | Фридрих Август III / I Справедливи (* 23 декември 1750; † 5 май 1827) | син на предния                          | курфюрст, крал на Саксония. 1806 крал на Саксония             |
|        | Антон (* 27 декември 1755; † 6 юни 1836)                              | брат на предния                         | крал на Саксония                                              |
|        | Фридрих Август II (* 18 май 1797; † 9 август 1854)                    | племенник на предния                    | крал на Саксония                                              |
|        | Йохан (* 12 декември 1801; † 29 октомври 1873)                        | брат на предния                         | крал на Саксония                                              |
|        | Алберт (* 23 април 1828; † 19 юни 1902)                               | син на предния                          | крал на Саксония                                              |
|        | Георг (* 8 август 1832; † 15 октомври 1904)                           | брат на предния                         | крал на Саксония                                              |
|        | Фридрих Август III (* 25 май 1865; † 18 февруари 1932)                | син на предния                          | крал на Саксония                                              |

### Фамилни глави наАлбертините(Дом Сахсен, Саксония)
| Фридрих Август III от Саксония последният крал на Саксония (* 25 май 1865; † 18 февруари 1932) |                                     | |                   |
| Фридрих Кристиан маркграф на Майсен (* 31 декември 1893; † 9 август 1968)                      | син на предния                      | Ернст Хайнрих, херцог на Саксония (* 9 декември 1896; † 14 юни 1971) | син на предния    |
| Мария Емануел маркграф на Майсен (* 31 януари 1926)                                            | син на предния                      | Албрехт Фридрих Дедо, херцог на Саксония (* 9 май 1922; † 6 декември 2009) Георг Тимо Михаел от Саксония, херцог на Саксония (* 22 декември 1923; † 22 април 1982) Рупрехт Хубертус Геро от Саксония, херцог на Саксония (* 12 септември 1925; † 10 април 2003) | синове на предния |
| Александър от Саксония-Гесафе (* 12 февруари 1954)                                             | племенник и осиновен син на предния | Рюдигер от Саксония, херцог на Саксония (* 23. Dezember 1953) | син на Тимо       |

## Други известни Ветини
|  | Мориц граф на Саксония (фр.: Maurice de Saxe; * 28 октомври 1696, † 30 ноември 1750) Маршал на Франция, извънбрачен син на курфюрст Фридрих Август I от Саксония |
|  | Мария Жозефа Саксонска (фр.: Marie Josèphe de Saxe; * 4 ноември 1731, † 13 март 1767) дофина на Франция, дъщеря на курфюрст Фридрих Август II от Саксония        |
|  | Алберт от Саксония (* 11 юли 1738, † 10 февруари 1822) херцог на Тешен, син на курфюрст Фридрих Август II от Саксония                                            |
|  | Алберт фон Сакс-Кобург-Гота (* 26 август 1819, † 14 декември 1861) британски принц-консорт, син на херцог Ернст I фон Сакс-Кобург-Гота                           |

## Гербове
- Гербът на Ветините като маркграфове на Майсен
- и като ландграфове на Тюрингия,
- като маршали и курфюрстове на Саксония
- и като крале на Саксония.